# Chelvatjauri

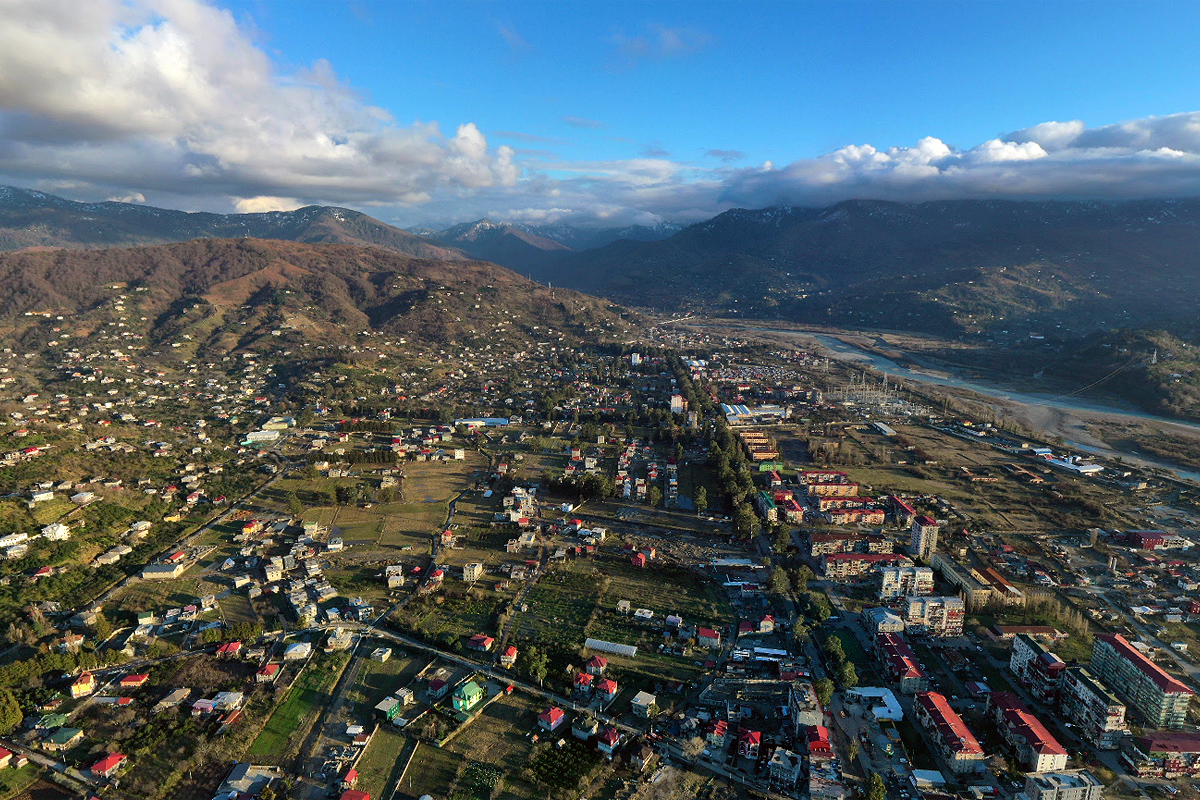
Chelvatjauri

Chelvatjauri (georgiska: ხელვაჩაური) är en ort i Adzjarien, västra Georgien, 8 kilometer sydöst om regionens centralort Batumi. Den beräknades ha 6 143 invånare i januari 2002.
Chelvatjauri är administrativt centrum för distriktet Chelvatjauri. Den är trots det varken kategoriserad som stad eller daba (stadsliknande ort). Efter ett beslut 2011 om ändrad gränsdragning, hamnade nämligen huvuddelen av orten själv inom staden Batumis administrativa område.
En mindre del av samhället ligger dock fortfarande kvar som en by inom Chelvatjauridistriktet. Den hade vid 2014 års folkräkning 1 085 invånare.